# Arvaduca
Arvaduca là một chi bướm đêm thuộc họ Erebidae.